# Ляхово (Орехово-Зуевский район)
Ляхово (Лихово)— деревня в Орехово-Зуевском районе Московской области. Входит в состав Давыдовского сельского поселения (административный центр посёлок сельского типа Давыдово). Население — 62 чел. (2010).

## Ляхово — гуслицкая деревня

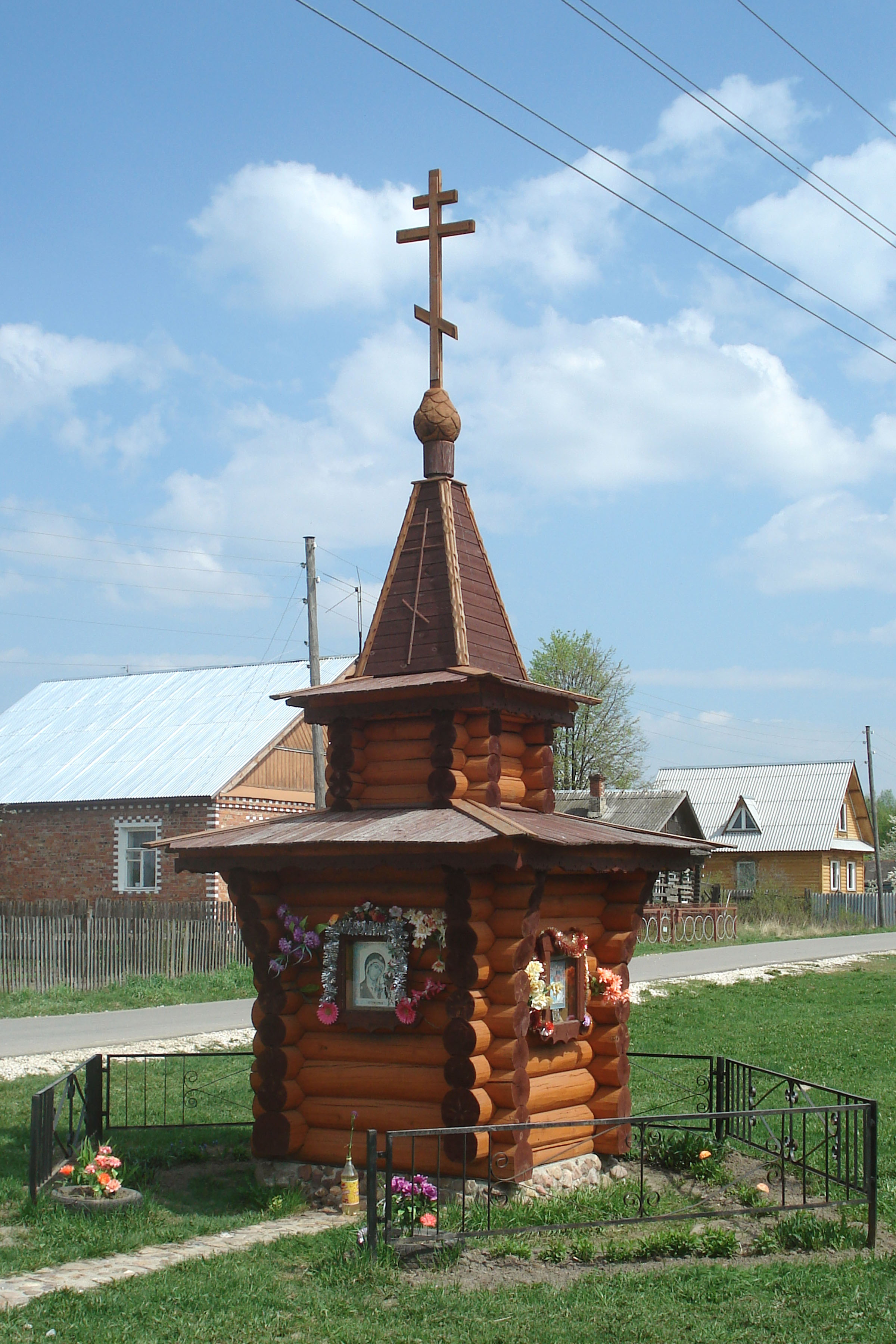
Ляхово. Часовня (молитвенный знак)

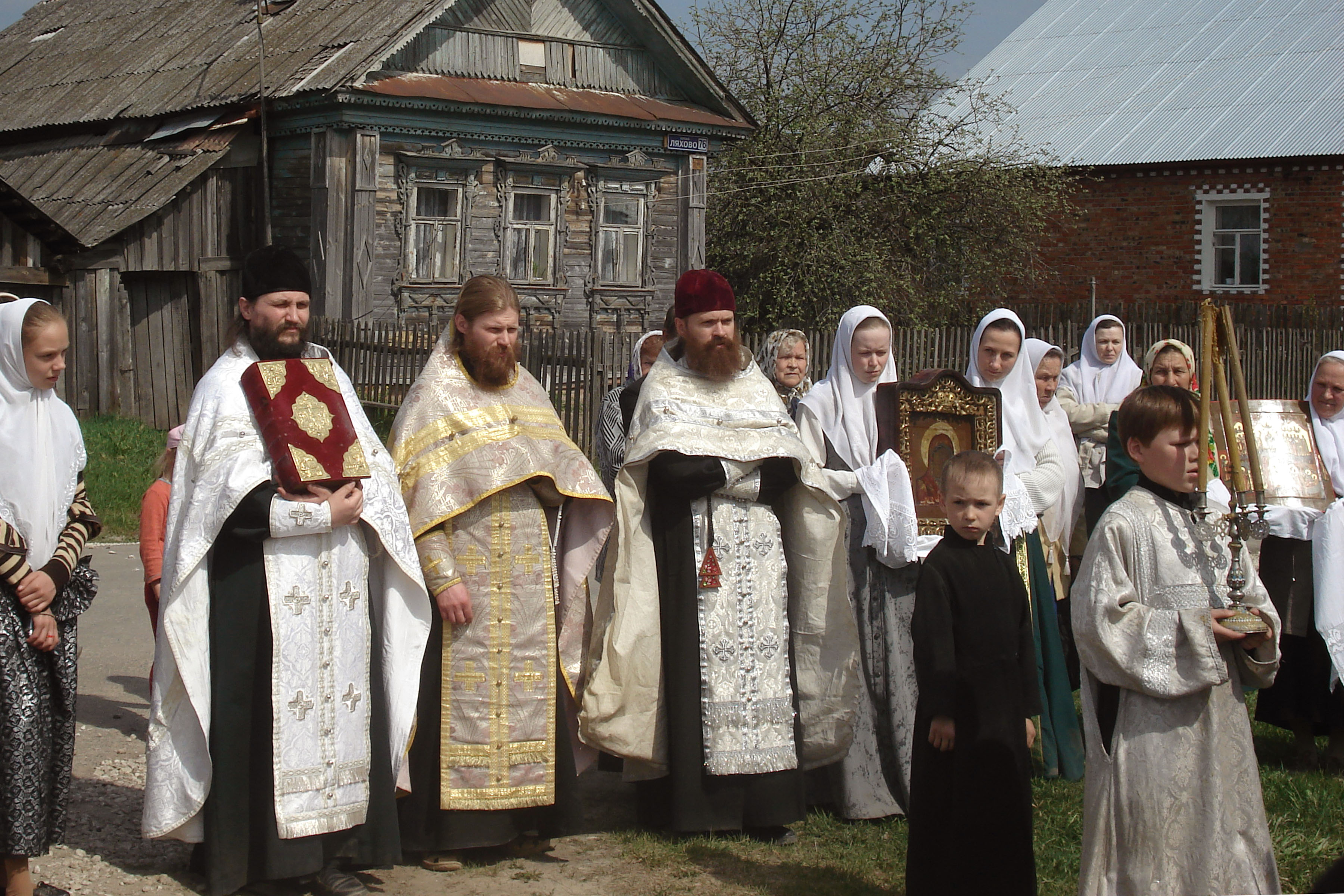
Богослужение в Ляхово во время Гуслицкого старообрядческого пасхального крестного хода 2 мая 2008.

Ляхово бесспорно относится к историко-этнографической области Гуслицы, к ядру обособленной её части, называемой Заход. В исторических документах известна как минимум с 1646 года (Российский государственный архив древних актов, дело 1209-1-9809). Подавляющее большинство населения деревни были старообрядцами и с конца XIX века окормлялись Русской Православной Старообрядческой Церковью.
По гуслицкой легенде все выходцы из Ляхово были колдунами.

## Название
Имя деревни происходит от основавших её когда-то поляков.

## Население
Население 59 человек (2005) (71 чел. — 1997, 130—1985)
| 1926 | 2002 | 2006 | 2010 |
| ---- | ---- | ---- | ---- |
| 399  | ↘52  | ↗59  | ↗62  |

## Галерея

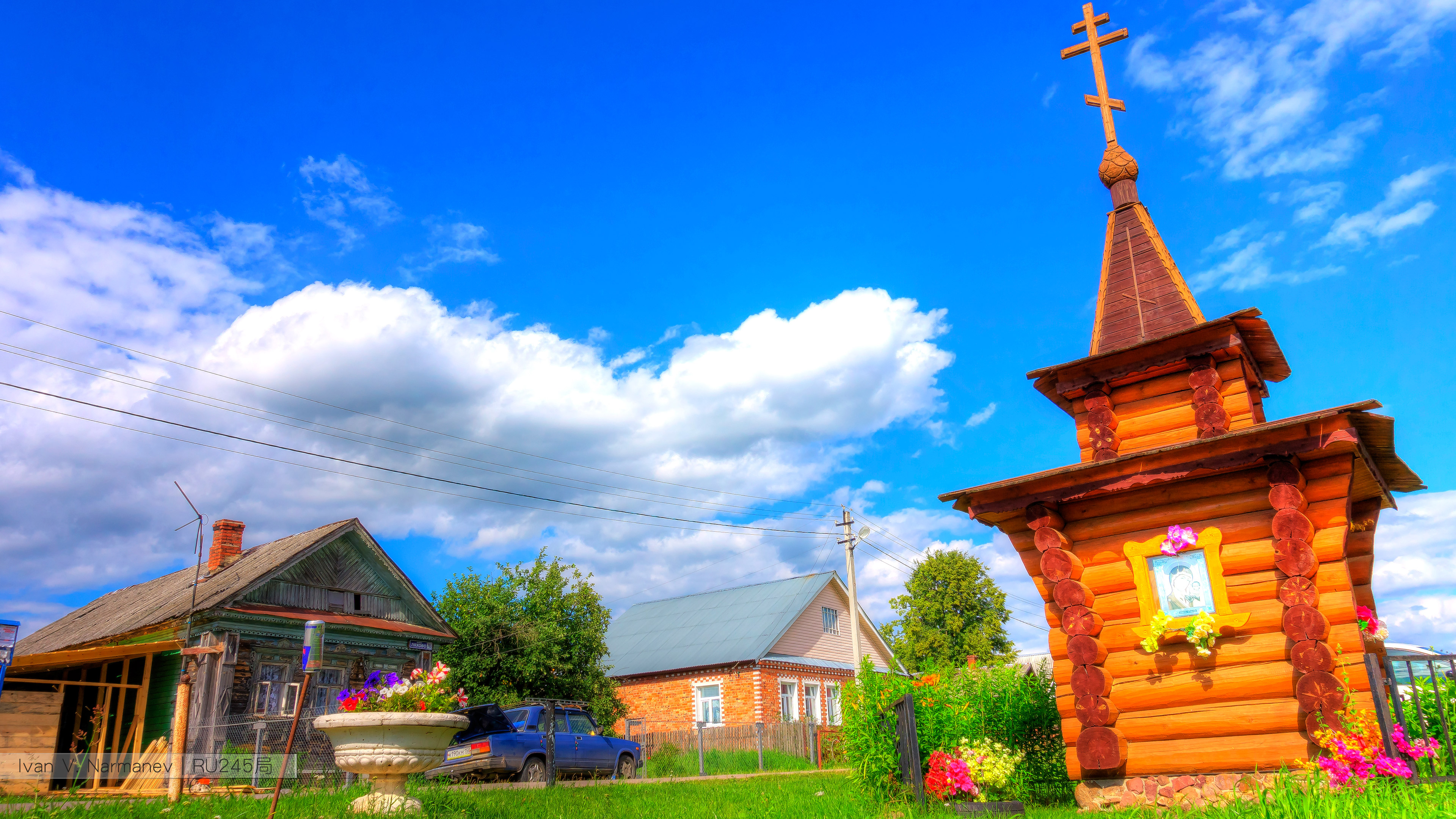
Часовня в д.Ляхово
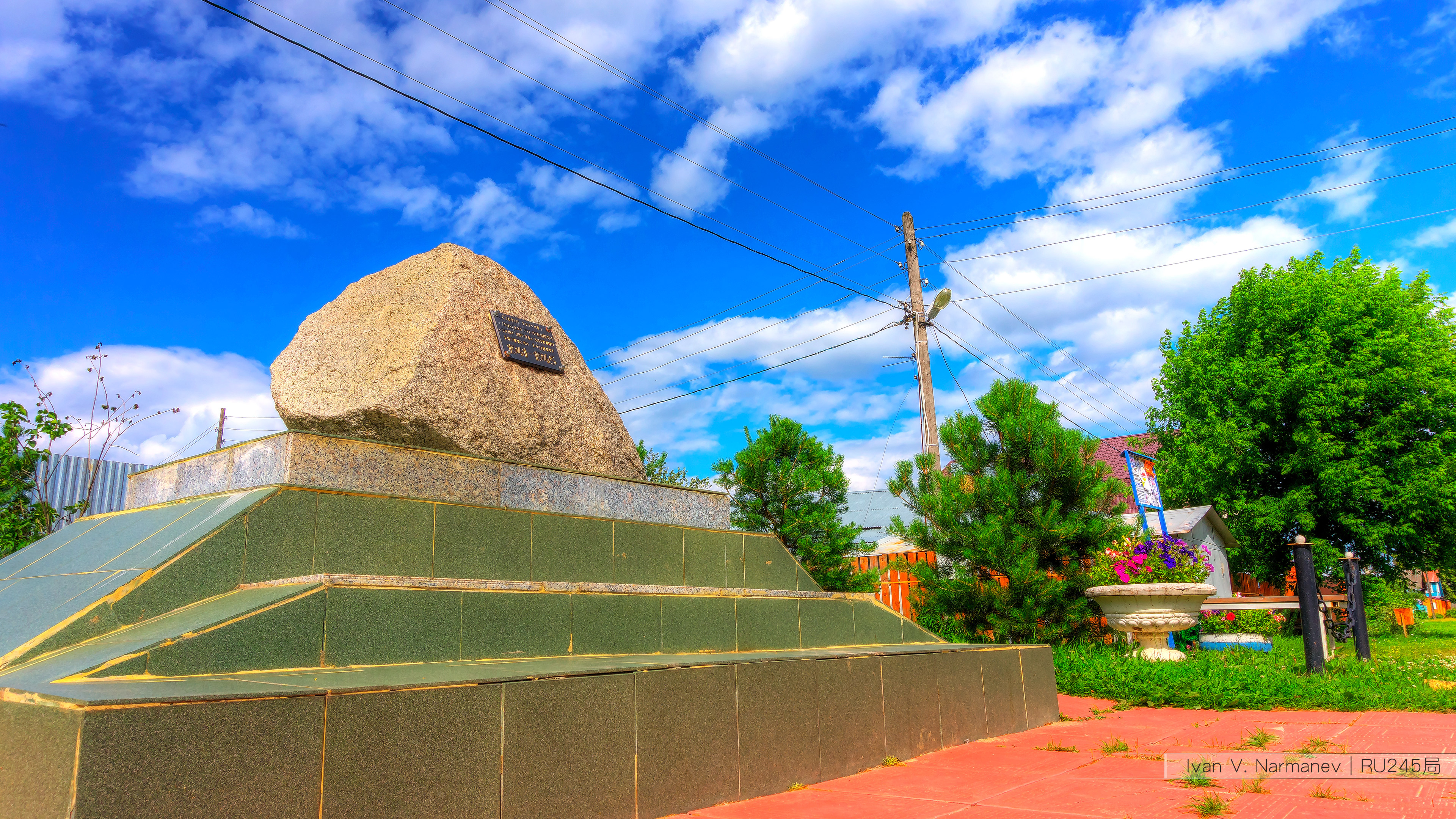
Мемориал в д.Ляхово